# Aston Martin DB Mark III
El DB 2/4 Mark III (normalmente llamado simplemente DB Mark III, incluso en el momento de su introducción) es un automóvil deportivo británico vendido por Aston Martin desde 1957 hasta 1959. Fue un desarrollo del modelo DB2/4 Mark II al que reemplazó, utilizando una evolución del motor Lagonda L6 de 2.9 L (2922 cc/178 in³) originalmente ideado por Walter Owen Bentley, y rediseñado por el ingeniero polaco Tadek Marek.

## Características

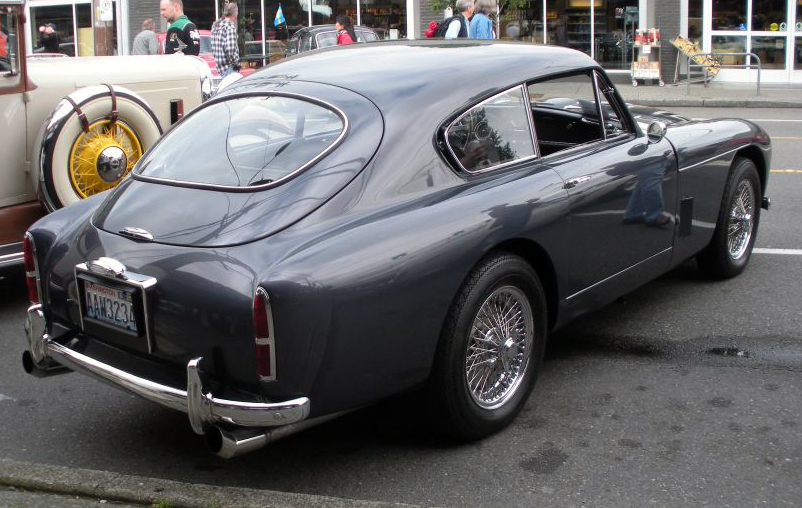
DB Mark III con el diseño hatchback procedente del DB2-4

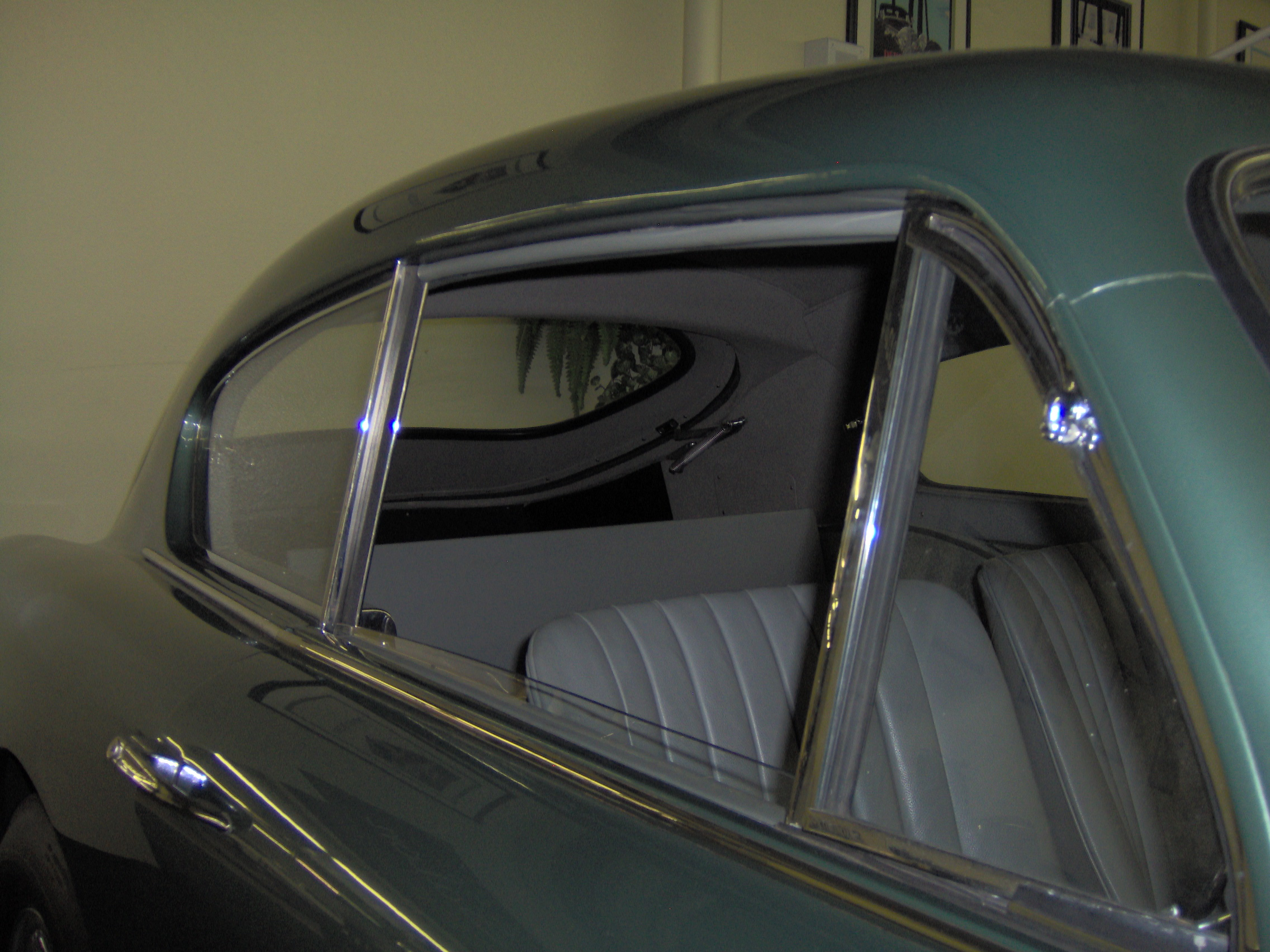
Los puntales y resortes del portón trasero, visibles en el interior del vehículo

Los cambios incluyeron la parrilla delantera, que se convertiría en la forma de todos los modelos futuros de Aston Martin (diseñados desde entonces por John Turner), un nuevo panel de instrumentos y con frenos de disco Girling disponibles. El embrague operado hidráulicamente también era nuevo, así como una sobremarcha opcional que se adjuntó a la caja de cambios estándar de cuatro velocidades después de construirse las 100 primeras unidades, o incluso un transmisión automática. Se conservó la dirección helicoidal y el eje de viga trasero del modelo anterior. En la parte trasera, las aletas del DB2/4 Mark II (después de las primeras unidades) se modificaron para usar las luces traseras del Humber Hawk.
El modelo de motor estándar DBA con dos carburadores SU rendía 162 caballos (121 kW), aunque un sistema de escape dual opcional eleva la potencia hasta 178 caballos (133 kW). Así equipado, el coche podía pasar de 0 a 97 km/h (60 mph) en 9,3 segundos y alcanzar los 193 km/h (120 mph). Un motor DBB opcional de alto rendimiento con tres carburadores Weber 35 DCO 3 de doble estrangulador, árboles de levas especiales de larga duración, pistones de alta compresión 8.6:1 y el sistema de escape doble rendía 195 caballos (145 kW), aunque esto era una versión más rara (tan solo 10 coches fueron así equipados) que la opción DBD de nivel medio instalada en 47 automóviles, que equipada con un carburador triple SU de 1.75" y también con el sistema de escape dual rendía 180 caballos (134 kW).
Uno de los coches se construyó con el motor de competición especial DBC. Con una potencia de 214 CV, estaba equipado con árboles de levas de carreras, bielas especiales, pistones de muy alta compresión (posiblemente 9,5:1) y tres carburadores Weber 45 DCO 3 de doble estrangulador.
Los frenos de disco Girling se instalaron de serie en las ruedas delanteras de todos los Mark III después de fabricarse las primeras 100 unidades, aunque muchos coches se actualizaron posteriormente. Solo se fabricaron cinco coches automáticos de un total de 551.
Una revisión de 1959 de la revista Road & Track elogió el coche por todo menos por su precio de 7450 libras. "Un coche para entendidos", lo llamaron. "El Aston tiene muchas virtudes y pocos defectos". Entre los fallos estaba el esfuerzo necesario para mover una dirección demasiado pesada, los umbrales de las puertas altos y una conducción rígida. La revista no hizo ningún comentario sobre el innovador estilo de carrocería hatchback del automóvil, completado con los asientos traseros abatibles, aunque esta solución ya se había introducido por primera vez en el 2/4 MkI de 1953.

## Cupé descapotable

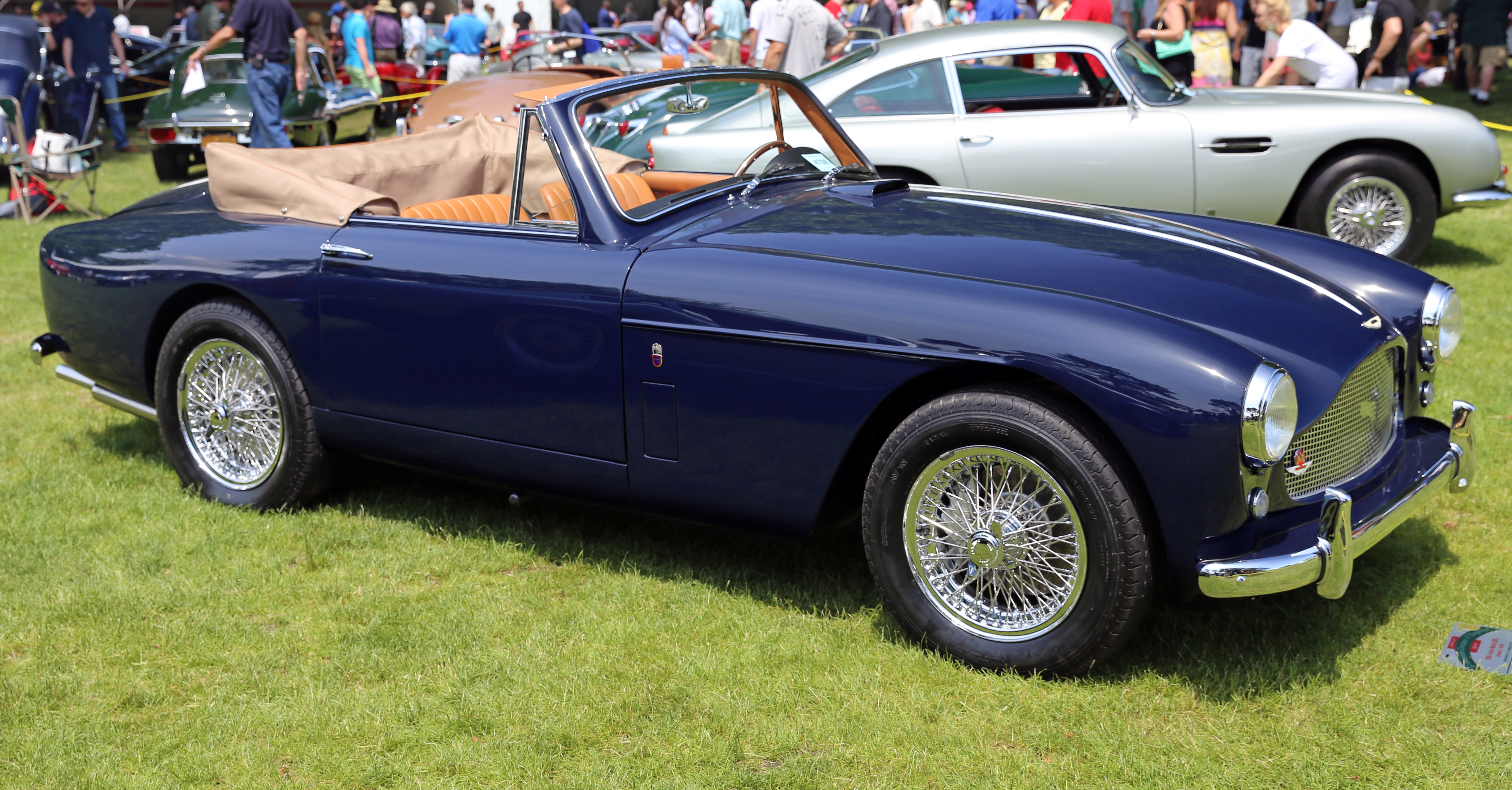
DB 2/4 Mark III Drophead Cupé de 1959 con motor DBD

Junto con el hatchback, también se produjeron dos variantes cupé biplaza del Mark III. El "cupé de capota abatible" convertible, aunque no es común, todavía supera considerablemente en número al modelo "cupé de capota fija": se produjeron 84 de los primeros, mientras que se construyeron tan solo cinco de los segundos. Los cinco cupés de capota fija se construyeron cerca del final de la producción del Mark III y cuentan con el motor "DBD". Ambos estilos de carrocería cuentan con tapas de maletero con bisagras convencionales, en lugar del innovador portón trasero.

## James Bond
El agente James Bond conducía un Aston Martin DB Mark III en la nueva versión de Goldfinger. Aunque en el libro se cita como un "DB III", el capítulo en el que Bond conduce su coche para encontrarse en un campo de golf con el villano, se titula 'Pensamientos en un DB III'. Es el único automóvil de Bond en las novelas de Ian Fleming que tiene dispositivos instalados. Para su adaptación al cine cinco años después, el automóvil se actualizó al modelo Aston Martin DB5 y la gama de dispositivos especiales del coche se amplió considerablemente. Como resultado, se convertiría en uno de los modelos clásicos más emblemáticos.

## Producción
- DB Mark III: 551 unidades en total
  - Ventana trasera: 462
  - Cupé de capota abatible: 84
    - DBA: 68
    - DBB: 2
    - DBD: 14

  - Cupé de capota fija: 5

Para conducirse por la derecha: 83 unidades

## Modelos a escala
- El DB Mk III se incluyó en la gama Spot-on a principios de la década de 1960.[4]
- Oxford Die-Cast ha producido modelos tanto de la versión hatchback como del cupé.
- Spark Models ha comercializado modelos a escala 1/43 del capota abatible, etiquetados como "DB2/4 Cabriolet 1959".